# Asclettin Quarrel
Pour les articles homonymes, voir Asclettin.
Asclettin ou Asclettin (de) Quarrel, est un aventurier normand de la première moitié du XIe siècle, fils d’un seigneur de la région de Rouen (les Carreaux, près d'Avesnes-en-Bray). En 1016, il décide de suivre son frère aîné Osmond, banni du duché normand, en Italie du Sud. Là-bas, il sert de mercenaire et échappe à la mort lors de la défaite d'octobre 1018 où plus de 2 000 guerriers normands sont tués par les forces byzantines en Apulie, dont son frère aîné Osmond et peut-être aussi son autre frère Giselbert.
En 1042, il fait partie des 12 barons normands qui se partagent l'Apulie du Nord conquise sur les Byzantins, recevant en fief la ville d'Acerenza. Il meurt probablement avant l'an 1045 car c'est l'un de ses fils qui succède en juin 1045 à son autre frère aîné, Rainulf Drengot, 1er comte d'Aversa.
- Il a deux fils connus:
  - Asclettin II d'Acerenza, 2e comte d'Aversa ;
  - Richard Ier d'Aversa, 6e comte d'Aversa.